# Podomyrma
Podomyrma (лат.) — род мелких муравьёв (Formicidae) из подсемейства Myrmicinae. Известно около 50 видов.

## Распространение
Австралия. Юго-восточная Азия.

## Описание
Мелкие древесные муравьи (длина около 4—5 мм) коричневого цвета. Стебелёк между грудью и брюшком состоит из двух члеников: петиолюса и постпетиолюса (последний четко отделен от брюшка), жало развито, куколки голые (без кокона). Бёдра и часто голени средних и задних ног сильно вздуты; петиоль длинный и низкий, обычно с дорсальным углом, зубчиком или маленьким шипом или парой шипов. Усики рабочих 11-члениковые (включая скапус).

## Систематика
Известно около 50 видов. Род относится к трибе Crematogastrini.
- Podomyrma abdominalis Emery, 1887
- Podomyrma adelaidae (Smith, 1858)
- Podomyrma alae Donisthorpe, 1949
- Podomyrma albertisi Emery, 1887
- Podomyrma basalis Smith, 1859
- Podomyrma bispinosa Forel, 1901
- Podomyrma carinata Donisthorpe, 1947
- Podomyrma chasei Forel, 1901
- Podomyrma christae (Forel, 1907)
- Podomyrma clarki (Crawley, 1925)
- Podomyrma delbrueckii Forel, 1901
- Podomyrma densestrigosa Viehmeyer, 1924
- Podomyrma elongata Forel, 1895
- Podomyrma femorata Smith, 1859
- Podomyrma ferruginea (Clark, 1934)
- Podomyrma formosa (Smith, 1858)
- Podomyrma gastralis Emery, 1897
- Podomyrma gibbula Viehmeyer, 1914
- Podomyrma gratiosa (Smith, 1858)
- Podomyrma grossestriata Forel, 1915
- Podomyrma inermis Mayr, 1876
- Podomyrma keysseri Viehmeyer, 1914
- Podomyrma kitschneri (Forel, 1915)
- Podomyrma kraepelini Forel, 1901
- Podomyrma laevifrons Smith, 1859
- Podomyrma laevissima Smith, 1863
- Podomyrma lampros Viehmeyer, 1924
- Podomyrma libra (Forel, 1907)
- Podomyrma macrophthalma Viehmeyer, 1925
- Podomyrma maculiventris Emery, 1887
- Podomyrma maligna (Smith, 1865)
- Podomyrma marginata (McAreavey, 1949)
- †Podomyrma mayri Emery, 1891
- Podomyrma micans Mayr, 1876
- Podomyrma minor Donisthorpe, 1949
- Podomyrma mjobergi (Forel, 1915)
- Podomyrma muckeli Forel, 1910
- Podomyrma novemdentata Forel, 1901
- Podomyrma obscurior Forel, 1915
- Podomyrma octodentata Forel, 1901
- Podomyrma odae Forel, 1910
- Podomyrma omniparens (Forel, 1895)
- Podomyrma overbecki Viehmeyer, 1924
- Podomyrma pulchella Donisthorpe, 1938
- Podomyrma ruficeps Smith, 1863
- Podomyrma rugosa (Clark, 1934)
- Podomyrma silvicola Smith, 1860
- Podomyrma simillima Smith, 1860
- Podomyrma testacea Donisthorpe, 1949
- Podomyrma tristis Karavaiev, 1935
- Podomyrma turneri (Forel, 1901)
- Podomyrma vidua Santschi, 1932